# Villa Kazbek
Le château Kazbeck, auparavant connu sous les noms de villa Dulong de Rosnay et de villa Kazbek, est une ancienne demeure princière située au n° 18 de l'avenue du Roi-Albert, à Cannes, en France. Construite à la fin du XIXe siècle, elle a notamment été la propriété du grand-duc Michel Mikhaïlovitch de Russie.
Aujourd'hui divisé en appartements, le château Kazbeck est inscrit à l'Inventaire du patrimoine de la région Provence-Alpes-Côte d'Azur depuis 1982.

## Histoire
En 1883, la vicomtesse Dulong de Rosnay acquiert un vaste terrain à Cannes afin d'y faire construire une résidence. Après avoir loué la maison en 1895 et 1896, le grand-duc Michel Mikhaïlovitch de Russie et son épouse la comtesse de Torby la rachètent en 1897. Ils la rebaptisent villa Kazbek, en référence à une ville du Caucase où le prince tenait garnison avant son mariage morganatique, et y vivent jusqu'au déclenchement de la Première Guerre mondiale.
Après la Révolution de 1917, le couple connaît de graves soucis d'argent. Pour y remédier, la villa Kazbeck est donnée en location au major Thomas Moss et à son épouse. En 1934, le mobilier de la villa est vendu aux enchères. L'année suivante, le bâtiment accueille le pensionnat russe du prince Pierre Galitzine, auparavant situé à la villa Baron.
En 1946, les enfants du grand-duc Michel vendent la villa, qui est alors divisée en appartements de standing. Aujourd'hui, une plaque, située sous le porche de l'entrée du château, commémore le passage des Romanov dans la résidence.

## Architecture
Le château Kazpeck est une maison de plan rectangulaire, avec un avant-corps central de forme polygonale.
Au sud du bâtiment, se trouve un jardin paysager de 2 500 m2 à la végétation partiellement exotique. Dessiné par M. Paschke, il était agrémenté de 2 mares comportant des rochers artificiels. Il conserve par contre une vaste serre.